# Người Mỹ gốc Ireland
Người Mỹ gốc Ireland (tiếng Anh: Irish Americans, tiếng Ireland: Gael-Mheiriceánaigh) là công dân của Hợp chúng quốc Hoa Kỳ có nguồn gốc từ Ireland thuần chủng hoặc một phần. Theo điều tra dân số quốc gia, 33 triệu người Mỹ (10,5% tổng số) có nguồn gốc Ireland đầy đủ hoặc một phần. Người Mỹ gốc Ireland tạo thành nhóm người gốc châu Âu lớn thứ hai sau người Mỹ gốc Đức.

## Lịch sử
Ngay từ thế kỷ XVII, những người nhập cư Ireland đã định cư ở Hoa Kỳ. Chúng cơ bản được phân phối dọc theo bờ biển phía đông của Hoa Kỳ, trong khu vực Appalachia.
Và một số lượng lớn người nhập cư Ireland đến Hoa Kỳ là vào giữa thế kỷ 19. Kết quả của nạn đói lớn ở Ireland, tính đến năm 1860, khoảng hai triệu người nhập cư Ireland đã chuyển đến Hoa Kỳ. Họ thường được định cư tại các thành phố lớn, bao gồm Boston, New York, Pittsburgh, Baltimore và vân vân. Vì họ chủ yếu là nông dân, sau khi đến Hoa Kỳ, họ chủ yếu tham gia lao động chân tay, như khai thác gỗ, xây dựng kênh đào, v.v.

## Phân bố
Theo dữ liệu năm 2013, sự phân bố của người Ireland trên khắp Hoa Kỳ như sau:
- California - 2.533.235 (6,6%)
- New York - 2.372.949 (12,1%)
- Pennsylvania - 2.116.816 (16,6%)
- Texas - 1.864.979 (7,1%)
- Florida - 1.748.243 (8,9%)
- Ohio - 1.567.480 (13,5%)
- Illinois - 1.512.793 (11,7%)
- Massachusetts - 1.416.607 (21,2%)
- New Jersey - 1.260.260 (14,2%)
- Michigan - 1,084,145 (11,0%)
- Bắc Carolina - 870.065 (8,8%)
- Virginia - 808.058 (9,8%)
- Georgia - 797.450 (8,0%)
- Missouri - 796.431 (13,2%)
- Indiana - 765.236 (11,6%)
- Washinton - 762.478 (10,9%)
- Tennessee - 688.884 (10,6%)
- Maryland - 645.930 (10,9%)
- Colorado - 622.188 (11,8%)
- Wisconsin - 612.483 (10,7%)
- Arizona - 612.413 (9,2%)
- Minnesota - 576.914 (10,6%)
- Connecticut - 557.128 (15,5%)
- Kentucky - 536.668 (12,2%)

Mười tiểu bang có dân số gốc Ireland đông nhất:
- Massachusetts (21,2%)
- New Hampshire (20,5%)
- Maine (18,0%)
- Vermont (18,0%)
- Rhode Island (17,9%)
- Delaware (16,7%)
- Pennsylvania (16,6%)
- Connecticut (15,5%)
- Tây Virginia (14,8%)
- New Jersey (14,2%)

## Văn hóa
Ngày thánh Patriciô, là một sự kiện thường niên dành cho người Mỹ gốc Ireland, thường được tổ chức vào ngày 17 tháng 3 mỗi năm.

## Nhân vật nổi tiếng

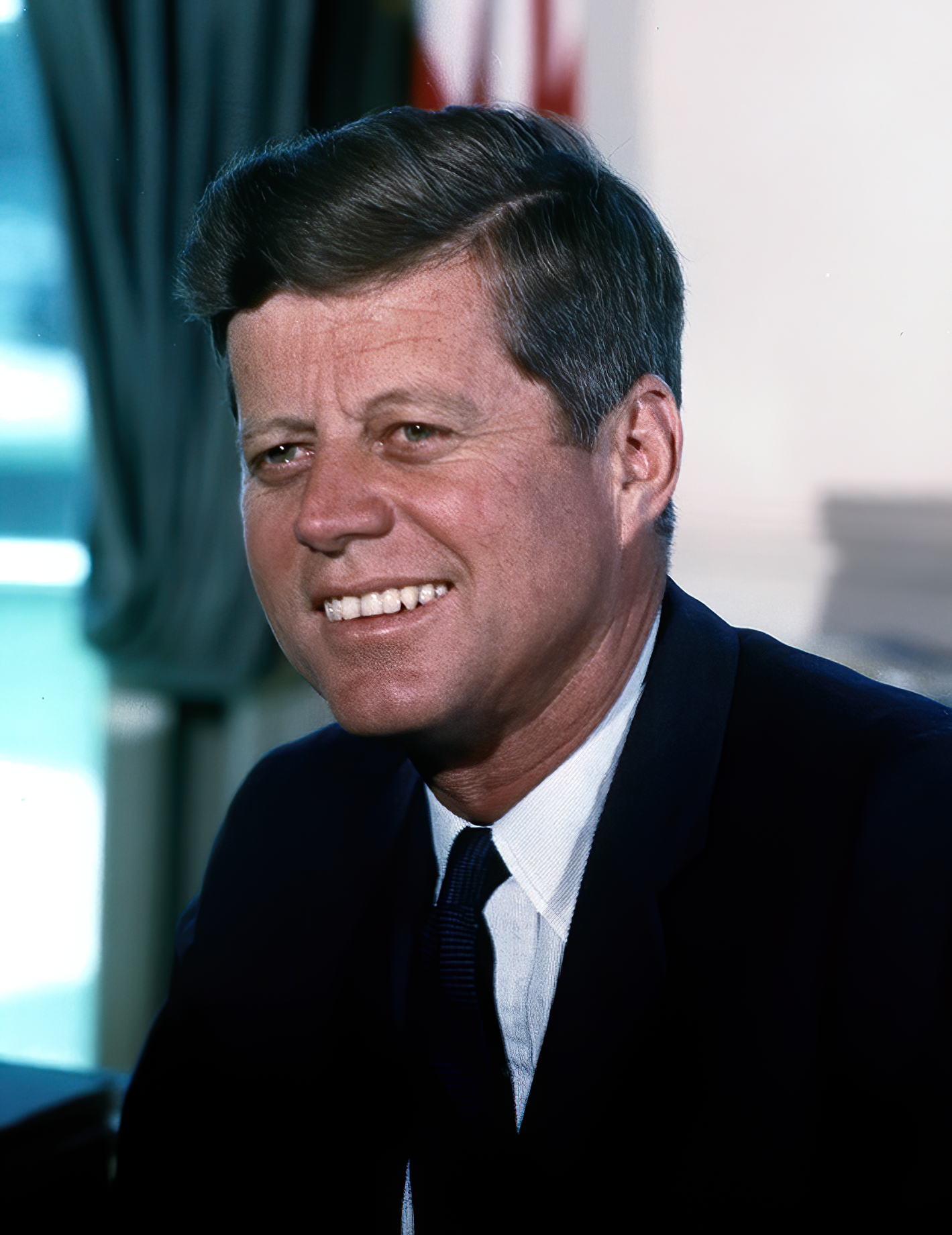
John F. Kennedy, tổng thống thứ 35 của Hoa Kỳ.
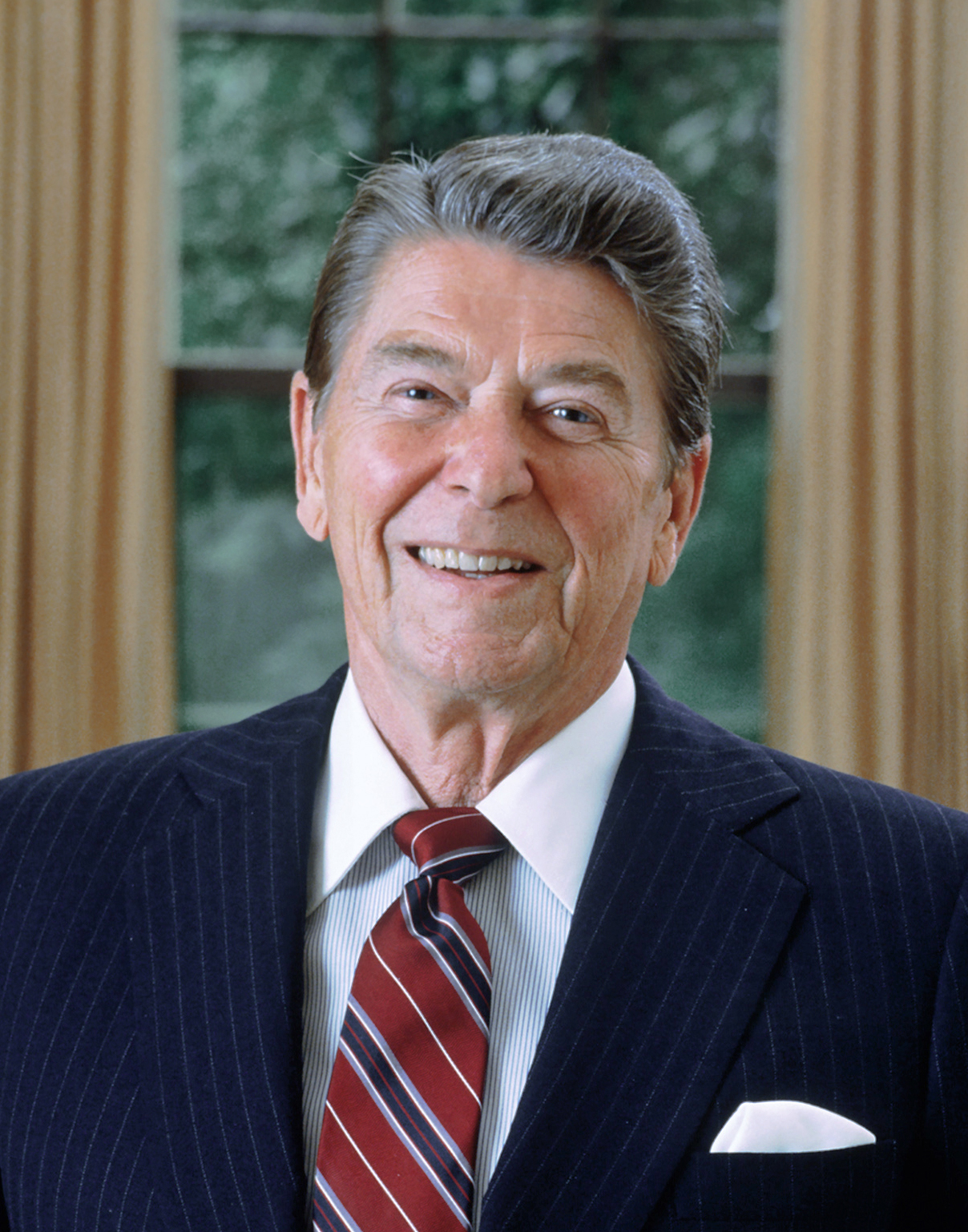
Ronald Reagan, tổng thống thứ 40 của Hoa Kỳ.
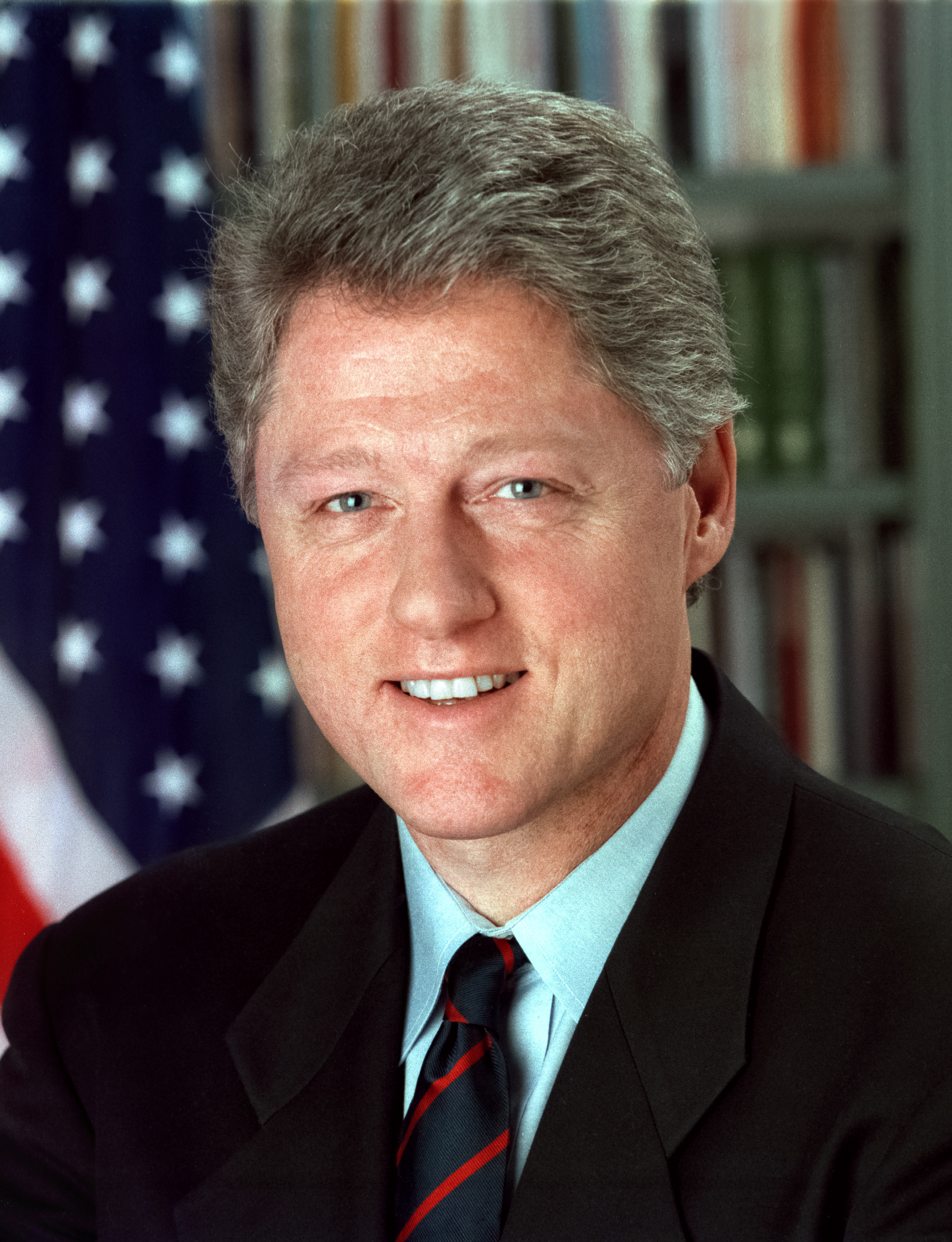
Bill Clinton, tổng thống thứ 42 của Hoa Kỳ.
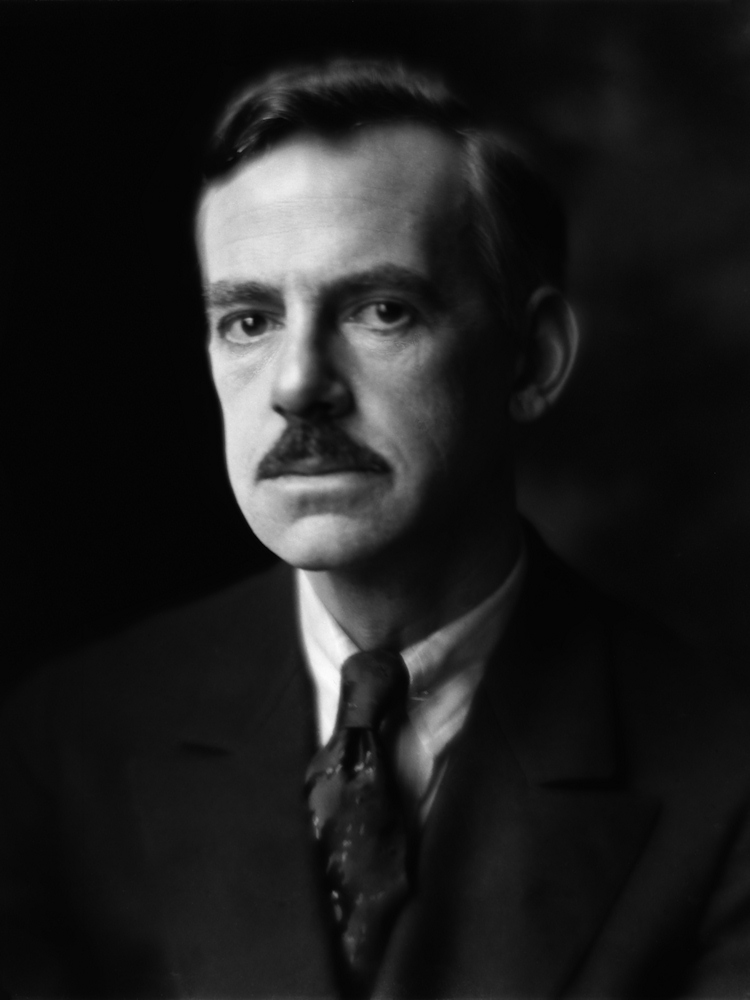
Eugene O'Neill, nhà viết kịch.
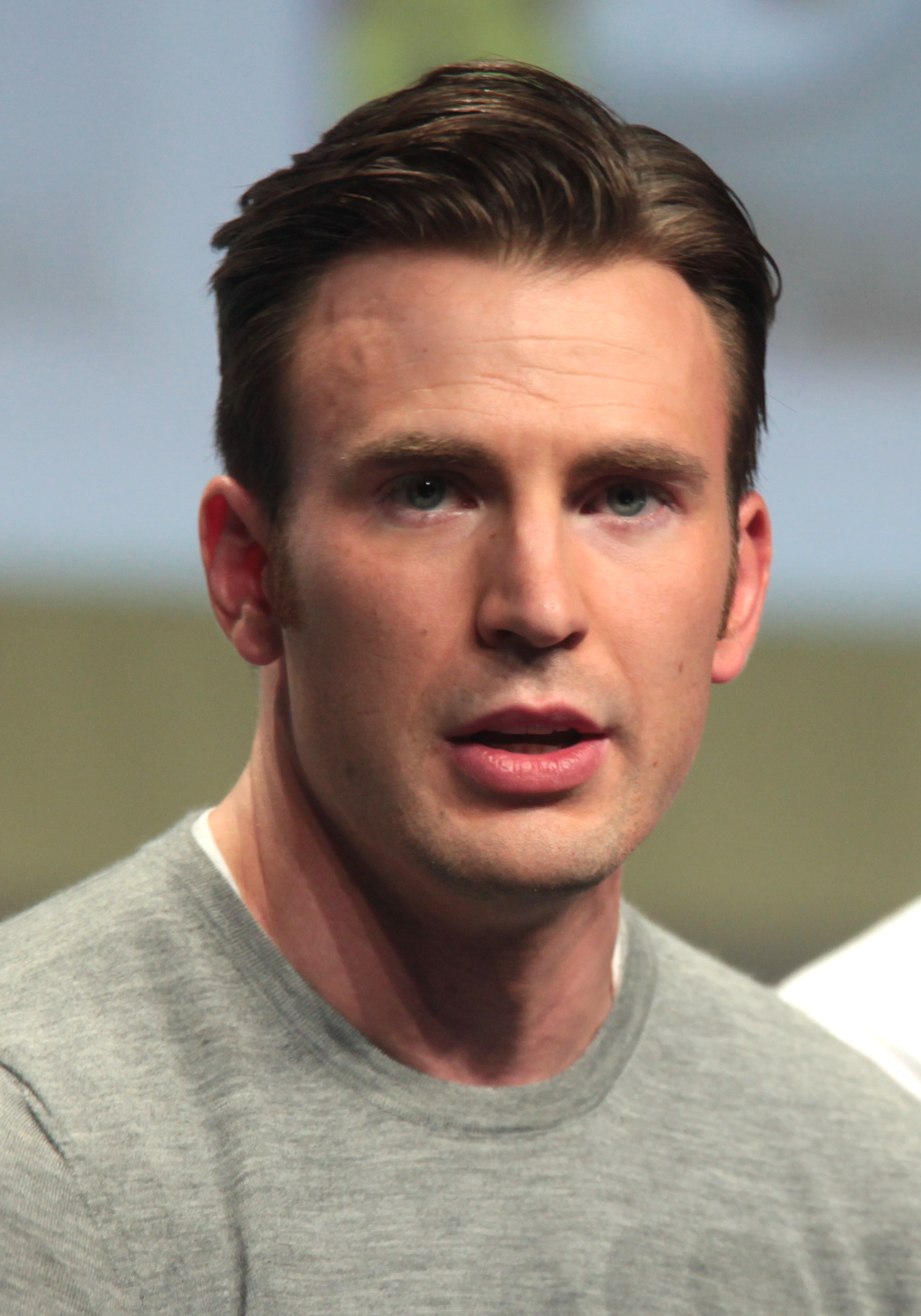
Chris Evans, diễn viên nổi tiếng.
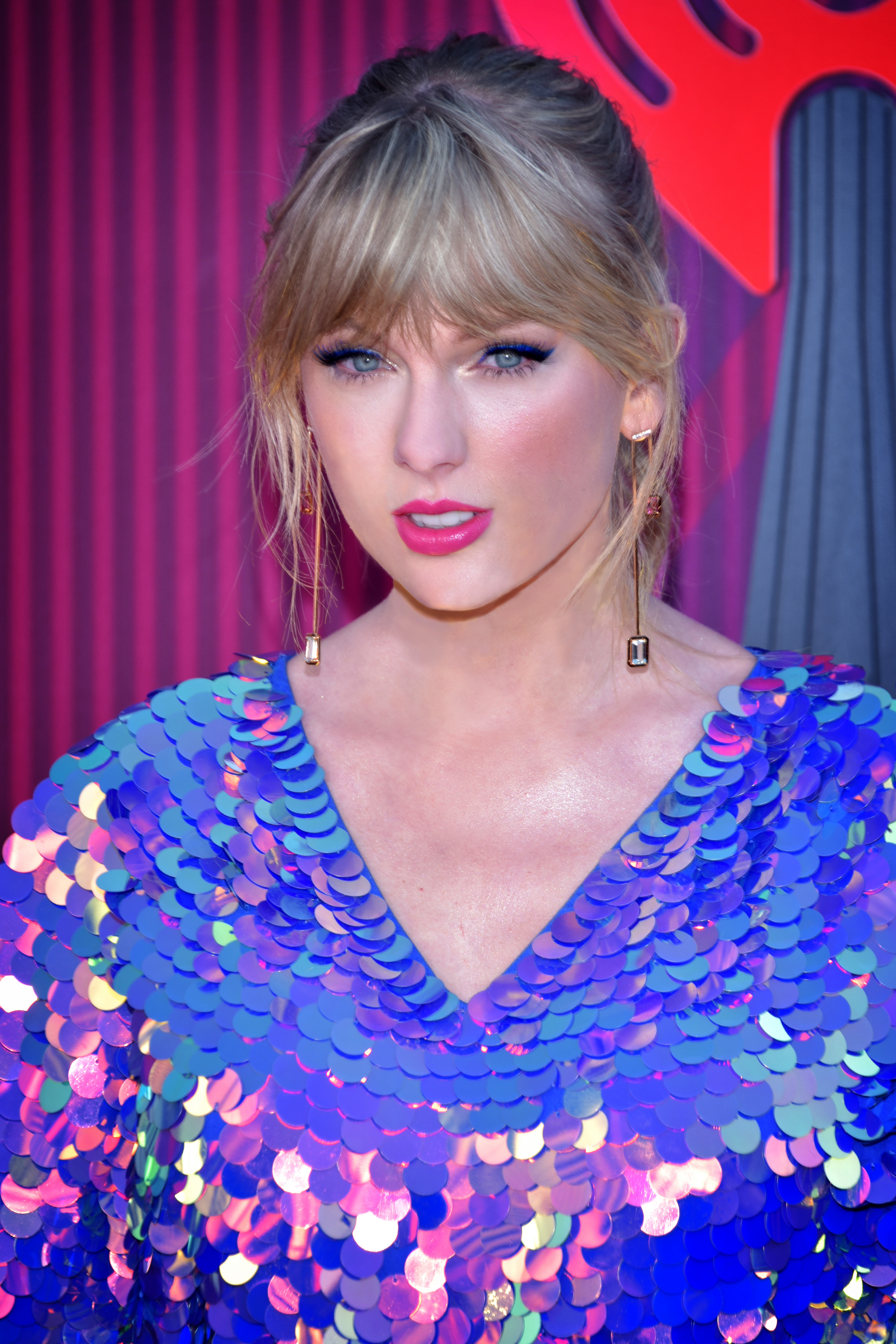
Taylor Swift, ca sĩ kiêm sáng tác nhạc
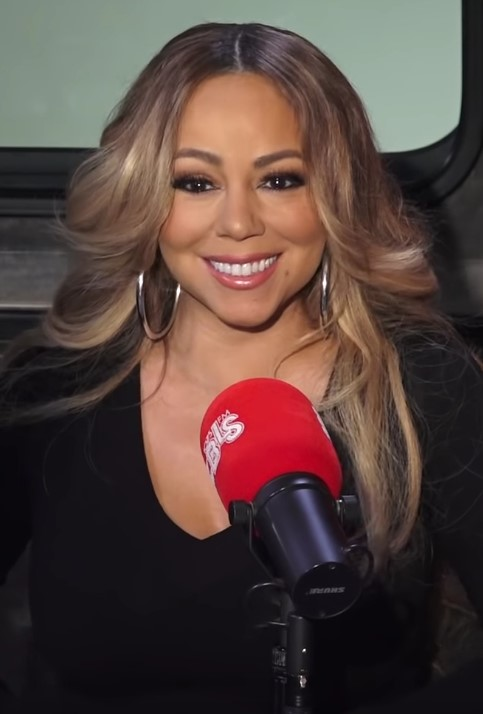
Mariah Carey, nữ ca sĩ, người viết bài hát, nhà sản xuất thu âm và diễn viên.

### Cộng đồng
- Buffalo's Irish Community
- Detroit's Irish Community
- Kansas City's Irish Community Lưu trữ ngày 22 tháng 6 năm 2019 tại Wayback Machine
- Irish Community in Los Angeles Lưu trữ ngày 21 tháng 10 năm 2016 tại Wayback Machine
- Omaha's Irish Community
- Irish Philadelphia
- Philadelphia Society of the Friendly Sons of St. Patrick
- Pittsburgh Irish Network
- Boston Irish Tourism Association
- Boston Irish Heritage Trail
- Philadelphia Irish Famine Memorial
- Boston Irish Famine Memorial
- Irish Pennsylvania